# ماریو ماریانی
ماریو ماریانی (ایتالیایی: Mario Mariani؛ زادهٔ ۶ اکتبر ۱۹۷۰) موسیقی‌دان و نوازنده پیانو اهل ایتالیا است. از فیلم‌هایی که وی در آن‌ها نقش داشته‌است، می‌توان به امانوئل سیاه اشاره نمود.